# 艾爾莫城堡
艾爾莫城堡（德語：Schloss Elmau），是位於德國巴伐利亞州加爾米施-帕滕基興縣克倫的一家高級酒店。第41屆與第48屆七大工業國組織會議在此地舉行。

## 歷史
艾爾莫城堡位於德國巴伐利亞州加爾米施-帕滕基興縣克倫，修建於1914年至1916年，原為哲學家暨神學家約翰內斯·穆勒所有。
德國在二戰戰敗後，穆勒失去了對艾爾莫城堡的所有權。從1947年起，該處所成為流離失所的集中營倖存者的住所，由美國猶太人聯合分配委員會運營。
從1957年起，艾爾莫城堡以室內樂而聞名，本杰明·布里顿、朱利安·布里姆、耶胡迪·梅紐因和阿爾弗雷德·布倫德爾都曾在艾爾莫城堡演出。同樣在 1957 年，四七社選擇這座城堡作為其半年一次的僅限邀請的靜修地之一。 
2005年8月7日凌晨，城堡發生火災，原因是前任經理Ducci Mesirca的電熱毯出現故障。大火幾乎燒毀了主樓的整個頂層，但沒有造成嚴重人員傷亡。此後，該酒店由建築師Christoph Sattler和DBLB的慕尼黑建築師重建。
如今，這家五星級酒店提供123間套房和高級套房，以及一個音樂廳和幾家餐廳。城堡附近的艾爾莫城堡度假酒店設有47間高級套房。酒店是著名的國際會議舉辦場所，它還設有一個可容納300個座位的音樂廳。它是世界領先酒店組織的成員酒店。
酒店位於巴伐利亞州加米施-帕滕基興市（距離約 15 公里）和米滕瓦爾德之間的山谷中，地處維特斯泰因山脈山腳下的 Klais PartClamm 村。通往艾爾莫城堡的步行道可經由 Klava 的私人道路抵達酒店。遊客可以穿過峽谷前往位於冬季奧林匹克體育場的 Partyclamm 入口。
包括朱利安·巴恩斯、查蒂·史密斯和伊恩·麥克尤恩在內的幾位布克獎獲得者均參加過在艾爾莫城堡舉辦的文學討論會。
第41屆與第48屆七大工業國組織會議適逢德國擔任輪值主席，舉辦地點均在艾茂山莊。

## 外部連結
- 官方网站
- The Ex-Helfer(in) Network （页面存档备份，存于） – Network of former Elmau Helpers
- Elmau Discussion Group （页面存档备份，存于） Yahoo Group of former Elmau Helpers
- A saudumme Gschicht - Landratsamt stoppt Luxusparty in Elmau （页面存档备份，存于） quer vom 16.04.2015
- König von Elmau? Neuer Ärger um G7-Schlossherrn （页面存档备份，存于） quer vom 30.04.2015